# ووردینگتن (مینه‌سوتا)
ووردینگتن، مینه‌سوتا (به انگلیسی: Worthington, Minnesota) یک شهر در ایالات متحده آمریکا است که در شهرستان نوبلز، مینه‌سوتا واقع شده‌است.

## خصوصیات
ووردینگتن ۲۲٫۶۴ کیلومترمربع مساحت و ۱۲٬۷۶۴ نفر جمعیت دارد و ۴۸۵ متر بالاتر از سطح دریا واقع شده‌است.